# مهرجان مرج ابن عامر للتراث والثقافة
مهرجان مرج ابن عامر للتراث والثقافة مهرجان محلي فلسطيني يُعنى بالتراث والثقافة الفلسطينية من خلال مشاركة العديد من الفرق الشعبية الفلسطينية داخل فلسطين، يعقد المهرجان سنويا في مدينة جنين بالضفة الغربية، سمي المهرجان بهذا الاسم تيمنا باسم مرج بن عامر الخصب شمال فلسطين، الذي كان يتغنى به الفلسطينيون ومازلوا. ينظم المهرجان كل من نادي جنين الرياضي والشبكة الوطنية الفلسطينية لمؤسسة اناليند الاورومتوسطية للحوار بين الثقافات.